# Holger Hansen (idrætsmand)
 Der er flere personer med dette navn, se Holger Hansen.
Holger Egon Hansen (3. juli 1912 på Frederiksberg - 31. juli 1989) var en dansk politibetjent og alsidig idrætmand; håndbold-landsholds målmand, satte danske rekorder i sprint, vandt DM i 100- og 200 meter og længdespring – og var reservemålmand på fodboldlandsholdet.
Holger Hansen begyndte idrætskarrieren som fodboldspiller i B.1909 i Odense, hvor han var målmand på 1. holdet 1930-1936. Han var flere gange på det udvalgte fynske hold og var to gange udtaget som reserve på A-landsholdet. Han flyttede i 1936 til København og spillede et halvt år for Skovshoved IF, men begyndte 1937 med atletik i Politets Idrætsforening og opnåede allerede første år en bronzemedaleje ved DM på 200 meter.
Han blev af Ugeavisen Idrætsbladet udnævnt til Årets Fund 1938 efter att han det år vandt DM i 100- og 200 meter og længdespring samt i en landskamp mod Nordtyskland og Norge satte dansk rekord på både 100- og 200 meter med tiderne 10,6 og 21,8. Samme år slog han også hollænderen Martinus Osendarp, som var en af Europas bedste sprintere med to bronze medaljer fra OL og to EM-guld 1938 på meritlisten. Totalt vandt Holger Hansen seks danske mesterskaber i atletik.  
Holger Hansen spillede håndbold i Politets Idrætsforening fra begyndelsen af 1940'erne frem til sommeren 1947, derefter i Københavns Håndboldklub. Han debuterede som 30-årig på landsholdet i markhåndbold 6. september 1942 i en landskamp mod Sverige i Karlskrona. Han deltog i to VM i markhåndbold; 1948 var han med til at spille Danmark til sølvmedaljer og i 1954 blev det til en 5. plads. Han stoppede på landsholdet som 42 årig efter dette VM. I alt blev det til 14 landskampe alle i markhåndbold.
Holger Hansen boede på Nørrebro i København ved sin død i 1989.

## Danske mesterskaber
- Guld 1942  Længdespring  6,88
- Bronze 1942  100 meter 11.1
- Guld 1939  100 meter 10.8
- Guld 1939  200 meter 22.4
- Sølv 1939  Længdespring  6,80
- Guld 1938  100 meter 10.6
- Guld 1938  200 meter 22.6
- Guld 1938  Længdespring  6,90
- Bronze 1937  200 meter 23.0